# Euphrosine (opera)
Euphrosine, ou Le Tyran corrigé är en fransk opera i tre (ursprungligen fem) akter med musik av Étienne-Nicolas Méhul och libretto av François-Benoît Hoffman.

## Historia
Operan var den första i genren opéra comique som hade fem akter och hade premiär den 4 september 1790 på Opéra-Comique i Paris. Fem år senare reviderade Méhul operan till en tre akts-version. Svensk premiär den 10 november 1803 på det Gustavianska operahuset i Stockholm i ett gästspel av den kungliga franska truppen som framförde operan tre gånger.

## Personer
- Coradin, en feodal tyrann (tenor)
- La comtesse d'Arles (grevinnan av Arles) (sopran)
- Euphrosine, dotter till greven de Sabran (sopran)
- Léonore, dotter till greven de Sabran (sopran)
- Louise, dotter till greven de Sabran (sopran)
- Alibour, Coradins doktor (baryton)
- Caron, en fångvaktare (haute-contre)
- En gammal kvinna (sopran)
- En gammal man
- Bönder, herdar, herdinnor, vakter och soldater (kör)

## Handling
Tyrannen Coradins doktor Alibour välkomnar tre föräldralösa systrar (Euphrosine, Léonore och Louise) till sin herres hus. Systrarna försöker omvända tyrannen. Euphrosine får reda på att Coradin håller fångar nere i slottets källare, bland annat en riddare. Grevinnan av Arles anländer och blir svartsjuk på Euphrosine som Coradin har förälskat sig i. Coradin låter Euphrosine ta hand om slottet medan han krigar mot riddarens män. Uppmuntrad av grevinnan låter Coradin förgifta Euphrosine som han misstänker för otrohet. Men doktor Alibour hinner varna Euphrosine som bara låtsas vara död. När Coradin tror att Euphrosine är död vill han också dö men i sista stund avslöjas komplotten och allt slutar lyckligt.